# Győzhetetlen én kőszálom
A Győzhetetlen én kőszálom II. Rákóczi Ferenc imádsága Jézusról. Dallama Bartalus István: Magyar népdalok című könyvében jelent meg. A szöveg egy kuruc dal Erdélyi Pál gyűjteményéből.
| Szerző           | Mire      | Mű                       | Előadás           |
| ---------------- | --------- | ------------------------ | ----------------- |
| Draskóczy László | vegyeskar | Győzhetetlen én kőszálom | [ 2 ] [ 3 ] [ 4 ] |

## Kotta és dallam
| Győzhetetlen én kőszálom, Védelmezőm és kővárom, A keresztfán drága árom, Oltalmamat tőled várom!           | Sebeidnek nagy voltáért, Engedj kedves áldozatért, Drága szép piros véredért, Kit kiöntél e világért. | Irígyimet zabolázd meg, Szándékukban tartóztasd meg, Szegény fejem koronázd meg, Mennyen, földön boldogíts meg! |
| Életemet ostromolják: Feszítsd meg őt! azt kiáltják, Mint gyilkosok, azt kívánják, És véremet szomjúhozzák. | Reád bíztam ez ügyemet, Én Jézusom, én lelkemet, Megepedett bús szívemet, Szegény árva bús fejemet.   | Irgalmazz meg én lelkemnek, Ki vagy Ura mennynek-földnek; Könyörgök csak Felségednek, Én megváltó Istenemnek.   |

## Felvételek
- Győzhetetlen én kőszálom. Pálóczi Horváth Ádám AMI Leánykara, Pánczél Kristóf orgona, vezényel Ladvenicza Éva  YouTube (2012. február 7.)  (Hozzáférés: 2017. február 7.) (videó)